# Muhammed Muheisen
Muhammed Muheisen (Gerusalemme, 1981) è un fotografo giordano.
In carriera ha vinto per due volte il Premio Pulitzer per la fotografia, nel 2005 e nel 2013, in entrambi i casi con altri fotografi.  È stato il capo-fotografo di Associated Press in Pakistan, Afghanistan e Medio Oriente.